# Natação nos Jogos Pan-Americanos de 2011 - 200 m peito masculino
As competições dos 200 metros peito masculino da natação nos Jogos Pan-Americanos de 2011 foram realizadas no dia 18 de outubro no Centro Aquático Scotiabank, em Guadalajara.

## Medalhistas
| Ouro   | USA Sean Mahoney        |
| Prata  | USA Christopher Burckle |
| Bronze | BRA Thiago Pereira      |

## Recordes
Antes desta competição, os recordes mundiais e olímpicos da prova eram os seguintes:
| Tipo                             | Atleta                 | Tempo   | Local         | Data                 | Ref |
| -------------------------------- | ---------------------- | ------- | ------------- | -------------------- | --- |
|                                  | AUS Christian Sprenger | 2m07s31 | Roma          | 30 de julho de 2009  | ver |
| Recorde dos Jogos Pan-Americanos | USA Kyle Salyards      | 2m13s37 | Santo Domingo | 14 de agosto de 2003 | ver |

## Resultados

### Eliminatórias
| Pos. | Bateria | Raia | Nadador             | País               | Tempo   | Obs. |
| ---- | ------- | ---- | ------------------- | ------------------ | ------- | ---- |
| 1    | 1       | 4    | Sean Mahoney        | USA Estados Unidos | 2:14.20 | QA   |
| 2    | 3       | 5    | Christopher Burckle | USA Estados Unidos | 2:15.76 | QA   |
| 3    | 1       | 5    | Jorge Murillo       | COL Colômbia       | 2:16.06 | QA   |
| 4    | 3       | 4    | Thiago Pereira      | BRA Brasil         | 2:17.15 | QA   |
| 5    | 2       | 5    | Warren Barnes       | CAN Canadá         | 2:17.36 | QA   |
| 6    | 3       | 3    | Ashton Baumann      | CAN Canadá         | 2:18.59 | QA   |
| 7    | 2       | 4    | Tales Cerdeira      | BRA Brasil         | 2:20.30 | QA   |
| 8    | 2       | 2    | Eladio Carrión      | PUR Porto Rico     | 2:20.78 | QA   |
| 9    | 2       | 3    | Edgar Crespo        | PAN Panamá         | 2:20.92 | QB   |
| 10   | 1       | 3    | David Oliver        | MEX México         | 2:23.08 | QB   |
| 11   | 1       | 6    | Lucas Peralta       | ARG Argentina      | 2:24.04 | QB   |
| 12   | 3       | 6    | Rodrigo Frutos      | ARG Argentina      | 2:24.51 | QB   |
| 13   | 2       | 7    | Jordy Groters       | ARU Aruba          | 2:26.69 | QB   |
| 14   | 2       | 6    | Juan Alberto Guerra | ESA El Salvador    | 2:26.95 | QB   |
| 15   | 1       | 2    | Gerardo Huidobro    | PER Peru           | 2:27.78 | QB   |
| 16   | 3       | 7    | Christian Hernández | CUB Cuba           | 2:28.25 | QB   |
|      | 3       | 2    | Leopoldo Andara     | VEN Venezuela      |         | DSQ  |

### Final B
| Pos. | Raia | Nadador             | País            | Tempo   | Obs. |
| ---- | ---- | ------------------- | --------------- | ------- | ---- |
| 1    | 4    | Edgar Crespo        | PAN Panamá      | 2:20.18 |      |
| 2    | 5    | David Oliver        | MEX México      | 2:20.54 |      |
| 3    | 1    | Gerardo Huidobro    | PER Peru        | 2:23.51 |      |
| 4    | 3    | Lucas Peralta       | ARG Argentina   | 2:26.13 |      |
| 5    | 2    | Jordy Groters       | ARU Aruba       | 2:27.10 |      |
| 6    | 6    | Rodrigo Frutos      | ARG Argentina   | 2:27.43 |      |
| 7    | 8    | Christian Hernández | CUB Cuba        | 2:27.76 |      |
| 8    | 7    | Juan Alberto Guerra | ESA El Salvador | 2:29.15 |      |

### Final A
| Pos.              | Raia | Nadador             | País               | Tempo   | Obs.                             |
| ----------------- | ---- | ------------------- | ------------------ | ------- | -------------------------------- |
| Medalha de ouro   | 4    | Sean Mahoney        | USA Estados Unidos | 2:11.62 | Recorde dos Jogos Pan-Americanos |
| Medalha de prata  | 5    | Christopher Bruckle | USA Estados Unidos | 2:12.60 |                                  |
| Medalha de bronze | 6    | Thiago Pereira      | BRA Brasil         | 2:13.58 |                                  |
| 4                 | 2    | Warren Barnes       | CAN Canadá         | 2:16.87 |                                  |
| 5                 | 1    | Tales Cerdeira      | BRA Brasil         | 2:17.84 |                                  |
| 6                 | 3    | Jorge Murillo       | COL Colômbia       | 2:18.13 |                                  |
| 7                 | 7    | Ashton Baumann      | CAN Canadá         | 2:19.54 |                                  |
| 8                 | 8    | Eladio Carrión      | PUR Porto Rico     | 2:20.31 |                                  |

Legenda
| Recorde mundial                  | Recorde mundial (World record)               |                       | Recorde africano                      | Recorde africano (African) |                                           | Q | Classificado por posição (Qualified) |
| Recorde dos Jogos Pan-Americanos | Recorde pan-americano (Pan-American record)  | Recorde da América    | Recorde da América (Americas)         | q                          | Classificado por melhor tempo (Qualified) |   |                                      |
| Melhor marca do ano              | Melhor marca do ano (World leading)          | Recorde asiático      | Recorde asiático (Asian)              | DNS                        | Não largou (Did not start)                |   |                                      |
| Recorde nacional                 | Recorde nacional (National record)           | Recorde europeu       | Recorde europeu (European)            | DNF                        | Não terminou (Did not finish)             |   |                                      |
| Recorde pessoal                  | Recorde pessoal do atleta (Personal best)    | Recorde da Oceania    | Recorde da Oceania (Oceania)          | DSQ / DQ                   | Desclassificado (Disqualified)            |   |                                      |
| Recorde da temporada             | Recorde da temporada do atleta (Season best) | Recorde sul-americano | Recorde sul-americano (South America) | NM                         | Sem marca (No mark)                       |   |                                      |